# Регионална депонија Бања Лука
Регионална депонија Бања Лука или Депонија у Рамићима која на овој локацији ради од 1976. године и користила  се за одлагање комуналног и неопасног индустријског отпада Града Бања Лука, од  2003. године, од стране Града Бања Лука и седам локалних заједница бањалучке регије (Градишка, Србац, Лакташи, Прњавор, Челинац, Котор Варош и Кнежево), преименована је у једну од две  регионалне депонијеу Републици Српској. Депонијом је прво  управљало комунално предузеће „Чистоћа“ а.д., до јула 2004. године а након тога надлежност над депонијом преузело је ЈП „ДЕП-ОТ“.

## Предуслови
Управљање отпадом у Републици Српској представља веома осетљиву тему, посебно у области сакупљања течног отпада. За чврсти отпад урађена је Стратегија управљања чврстим отпадом и за ту намену су изграђене две регијске депоније (Бања Лука и  Бијељина), а изградња неких је у току (Зворник, Бањалука – проширење и Приједор).
Последњих година значајан напредак је постигнут у јачању свести код становништва Бања Луке о отпаду и његовом третману.
Институционално, организационо и правно последњих година знатно је унапређен овај, раније запуштен, техно-еколошки систем у Бања Луци и већем броју јединица локалне самоуправе Републике Српске. Ало остаје и даље отворено питање:
- чишћења Бања Луке од расутог отпада,

- недостатак депонија опасног отпада,
- проблем изградње савремене спалионице отпада и депоније за финално одлагање отпада.

Недостатак информација и података у области управљања отпадом нешто је што отежава даље унапређење овог система. Решавање проблема течног отпада, одвођења отпадних вода, представља веома сложен и захтеван задатак Бања Луке, али и Републике у целини, јер има озбиљне импликације на основи широј од локалне.
Решавање проблема загађености површинских и подземних вода зато представља један од приоритетних задатака, законодавних, финансијских, организационих и информатичких капацитета како Бања Луке, тако, у значајној мери и  оних који испуштају течни отпад.

## Историја
Депонија у Рамићима почела је са радом 1976. године, као организациона јединица комунално предузеће „Чистоћа“ а.д. намењена за одлагање комуналног и неопасног индустријског отпада Града Бања Лука.
До јула 2004. депонијом је управљало комунално предузеће „Чистоћа“ а.д., а након тога надлежност над депонијом преузело је ЈП „ДЕП-ОТ“.
ЈП "ДЕП-ОТ" је основан као предузеће 2003. године, од стране Града Бања Лука и седам локалних заједница бањалучке регије (Градишка, Србац, Лакташи, Прњавор, Челинац, Котор Варош и Кнежево), са циљем санације постојеће депоније у Рамићима, у оквиру пројекта Светске банке под називом „Управљање чврстим отпадом“. Седиште предузећа је на адреси Улица Булевар Живојина Мишића 23, Бања Лука.

## Могући утицаји депоније

### Утицај на површинске воде
Утицај на површинске воде је највећи, с обзиром да је Источна граница бране временом потпуно урушена и деградирана, па је присутно стално испуштање загађене воде у површинске воде. Процједне воде са депоније су изузетно загађене амонијаком, органским материјама, уљима, мастима, сулфидима, тешким металима и високом концентрацијом патогених микроорганизама. Микробиолошка загађеност процједних вода депоније је знатно виша него је то уобичајено за воде из канализације. Низводни поток показује веома високу контаминацију са веома лошим микробиолошким квалитетом, имамо велику концентрацију патогених микроорганизама. Систем прикупљања и одвођења оборинских и инфилтрационих вода из тијела депоније дјелимично је изведен, али није адекватно одржаван. Због описаног стања новим Идејним пројектом експлоатационих касета пројектовано је решавање овог проблема.

#### Утицај на подземне воде
Утицај депоније на подземне воде, уколико се спроведу неопходне мјере за спречавање продора процједних вода у тијело депоније, може се сматрати безначајним. Директан утицај подземних вода на поток Глоговац јавља се само у случају дуготрајних падавина, усљед повременог истицања подземних вода, а стално истицање се јавља у близини извора Јазовац.

### Утицај на квалитет ваздуха
Утицај депоније на квалитет ваздуха зависи од многих фактора. Гасови који се ослобађају из одложеног отпада, а продукт су аеробне и анаеробне разградње органских материја, су у највећој количини угљендиоксид (СO2) и метан (CH4), док у мањој сумпороводоник (H2S), амонијак (NH3), азот (N2), разни алдехиди, меркаптани, гасовити нижи угљиководици, те хексан, хептан, октан и други. Теоретски је састав депонијског гаса метан (CH4) 45-55%, угљендиоксид (CО2) 40-45% те остали гасови 10%. Количина гасова који настају у директној је вези са степеном разградње отпада, а количина која се може сакупити зависи о начину бртвљења одлагалишта и примијењеном систему за извлачење гаса. Биохемијским процесима који се одвијају у анаеробним условима у тијелу одлагалишта, а помоћу метаногених бактерија, настаје метан, па чак и 20 година након престанка одлагања органског  отпада. Свега 5 – 15 % метана са ваздухом твори експлозивну смјесу, те је стога битно предузети све мјере како би се спријечила могућност експлозије и пожара на одлагалиштима.

## Мониторинг
На одлагалишту се континуирано врши мониторинг квалитета ваздуха, вода, земљишта, нивоа буке, а врши се и мерење радиоактивног зрачења.

## Задатак визија и мисија
Задатак
Главни задатак новооснованог предузећа је санација депоније, или довођење постојећу депонију на ниво савремене депоније.
Неки од задатака ЈП „ДЕП-ОТ“ су и:
- подизање свести јавности о отпаду,
- едукација становништва о потреби раздвајања отпада у домаћинству, што би резултовало смањењем количине депонованог отпада и тиме продужило животни век депонија,
- спречавање илегалних депонија
- очување примарних природних извора сировина.

Визија
Наша визија и нешто чему тежимо у будућности је депонија која као затворен систем са свим неопходним елементима заштите неће имати негативне утицаје на животну средину и здравље људи. Таква депонија ће се након основне намене и затварања уклопити у природно окружење или ће добити неку другу одговарајућу намену.
Мисија
Мисија компаније је одговорно управљање завршним одлагалиштем отпада и пружање локалним заједницама и становништву у региону комуналне службе за одлагање отпада користећи савремене технологије на еколошки прихватљив, сигуран и ефикасан начин. Сарађивати на најбољи могући начин са локалним становништвом, одржавати и пружати им природно окружење и благостање, а запосленима обезбедити добре и безбедне услове за рад. Пратити и примењивати најновије светске трендове у завршном сакупљању отпада